# 4669 Hoder
A 4669 Hoder (ideiglenes jelöléssel 1987 UF1) a Naprendszer kisbolygóövében található aszteroida. Poul Jensen fedezte fel 1987. október 27-én.